# Víctor Moya
Víctor Rafael Moya Carvajal (Santiago di Cuba, 24 ottobre 1982) è un altista cubano, medaglia d'argento ai Mondiali di Helsinki 2005.

## Palmarès
| Anno | Manifestazione      | Sede           | Evento        | Risultato | Prestazione | Note                          |
| ---- | ------------------- | -------------- | ------------- | --------- | ----------- | ----------------------------- |
| 2005 | Campionati CAC      | Nassau         | Salto in alto | Oro       | 2,26 m      |                               |
| 2005 | Mondiali            | Helsinki       | Salto in alto | Argento   | 2,29 m      | Miglior prestazione personale |
| 2007 | Giochi panamericani | Rio de Janeiro | Salto in alto | Oro       | 2,32 m      |                               |
| 2007 | Mondiali            | Osaka          | Salto in alto | 5º        | 2,30 m      |                               |
| 2008 | Mondiali indoor     | Valencia       | Salto in alto | 5º        | 2,27 m      |                               |
| 2008 | Campionati CAC      | Cali           | Salto in alto | Oro       | 2,25 m      |                               |
| 2011 | Mondiali            | Taegu          | Salto in alto | 28º (q)   | 2,21 m      |                               |
| 2011 | Giochi panamericani | Guadalajara    | Salto in alto | Bronzo    | 2,26 m      |                               |
| 2012 | Giochi olimpici     | Londra         | Salto in alto | 20º (q)   | 2,21 m      |                               |